# Сегеста (футбольный клуб)

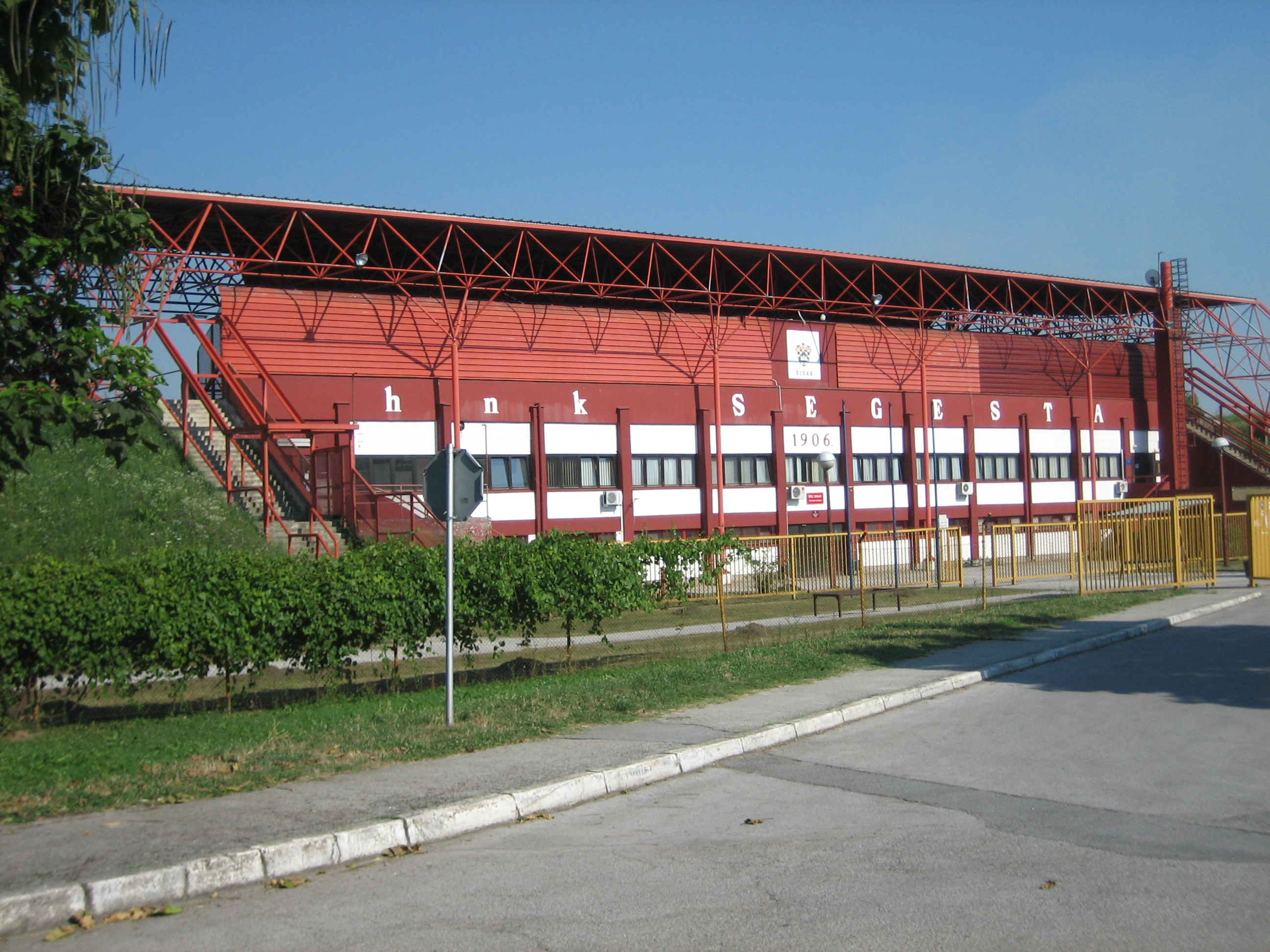
Стадион Сегесты

«Сегеста» (хорв. Hrvatski Nogometni Klub Segesta Sisak) — хорватский футбольный клуб из Сисака. Основан в 1906 году.
В 1906 году домой из Загреба вернулся 13-летний гимназист Иво Стипчич. Он был влюблён в футбол и имел идею создать футбольный клуб в своём Сисаке. Вернувшись домой, он получил от тёти в подарок футбольный мяч. Вместе со своими приятелями он создал футбольный клуб в Сисаке. На свет появилась «Сегеста».
После окончания Второй Мировой Войны клуб получил название «Наприед». С этим названием команда выступала семь лет.
В 1952 году клубу было возвращено историческое название «Сегеста».
В сезоне-1971/72 команда была чемпионом Хорватии среди любителей.
В 1996 году под руководством тренера Ивицы Видовича «Сегеста» вышла в финал Кубка Интертото, где проиграла датскому «Силькеборгу».

## Достижения
- Финалист Кубка Интертото: 1996

## «Сегеста» в еврокубках

### Кубок Интертото 1996
| Сезон   | Турнир          | Раунд    | Соперник            | Дома | В гостях | Общий счет |
| ------- | --------------- | -------- | ------------------- | ---- | -------- | ---------- |
| 1996–97 | Кубок Интертото | Группа 6 | Эргрюте             | 1–1  | –        | –          |
| 1996–97 | Кубок Интертото | Группа 6 | Хапоэль (Тель-Авив) | –    | 3–1      | –          |
| 1996–97 | Кубок Интертото | Группа 6 | Ренн                | 2–1  | –        | –          |
| 1996–97 | Кубок Интертото | Группа 6 | Люцерн              | –    | 1–0      | –          |
| 1996–97 | Кубок Интертото | 1/2      | Эребру              | 4–0  | 1–4      | 5–4        |
| 1996–97 | Кубок Интертото | Ф        | Силькеборг          | 1–2  | 1–0      | 2–2 (г)    |

## Известные игроки
- Марко Млинарич
- Томислав Пиплица
- Младен Бартолович
- Силвио Марич
- Ален Петернац